# Lugbara (peuple)
Pour les articles homonymes, voir Lugbara.

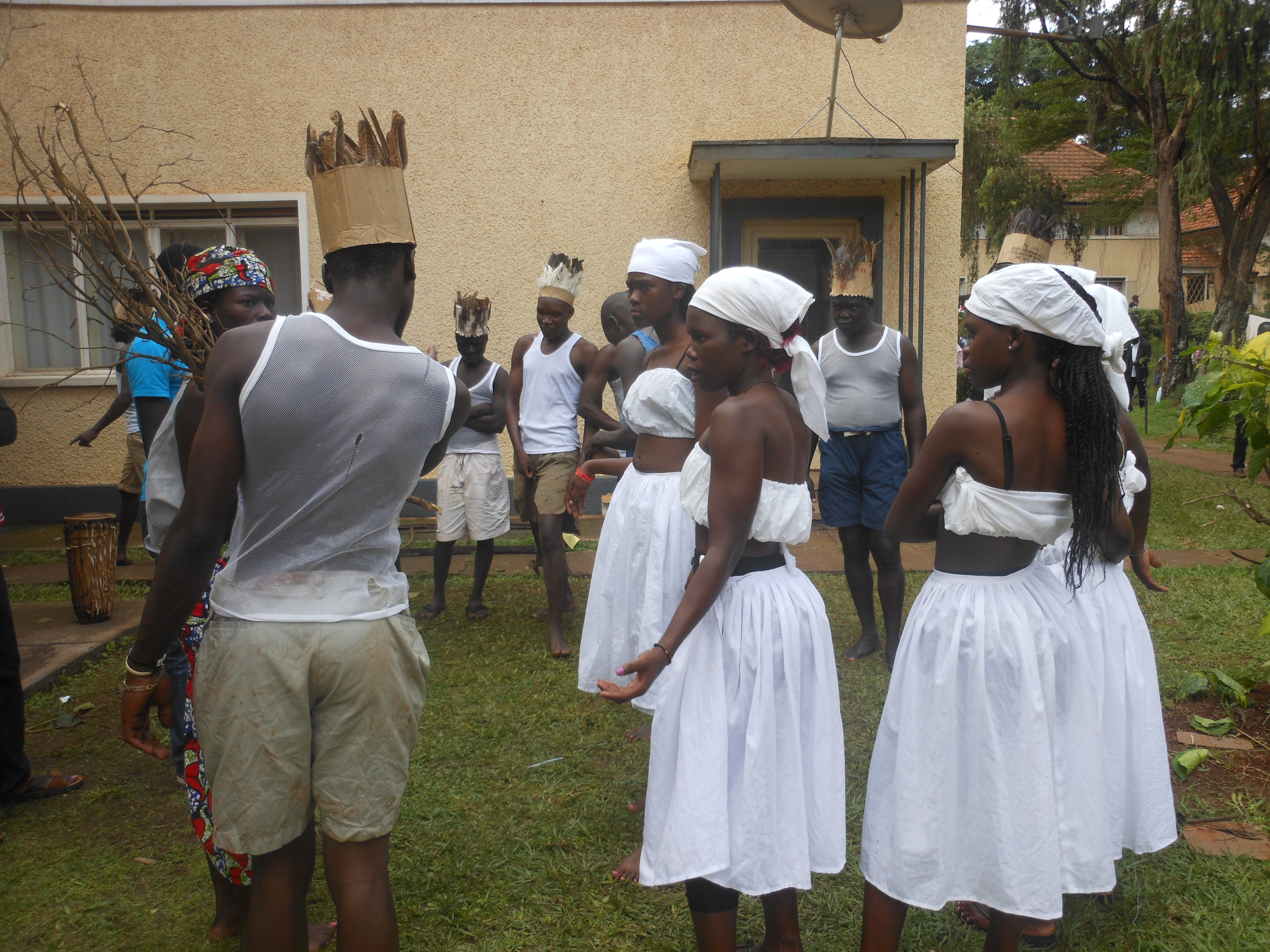
Lugbara du nord de l'Ouganda se préparant à la danse.

Les Lugbara sont une population d'Afrique centrale et orientale, vivant au nord-ouest de l'Ouganda et dans la région limitrophe du nord-est de la République démocratique du Congo, également au Soudan du Sud.

## Ethnonymie

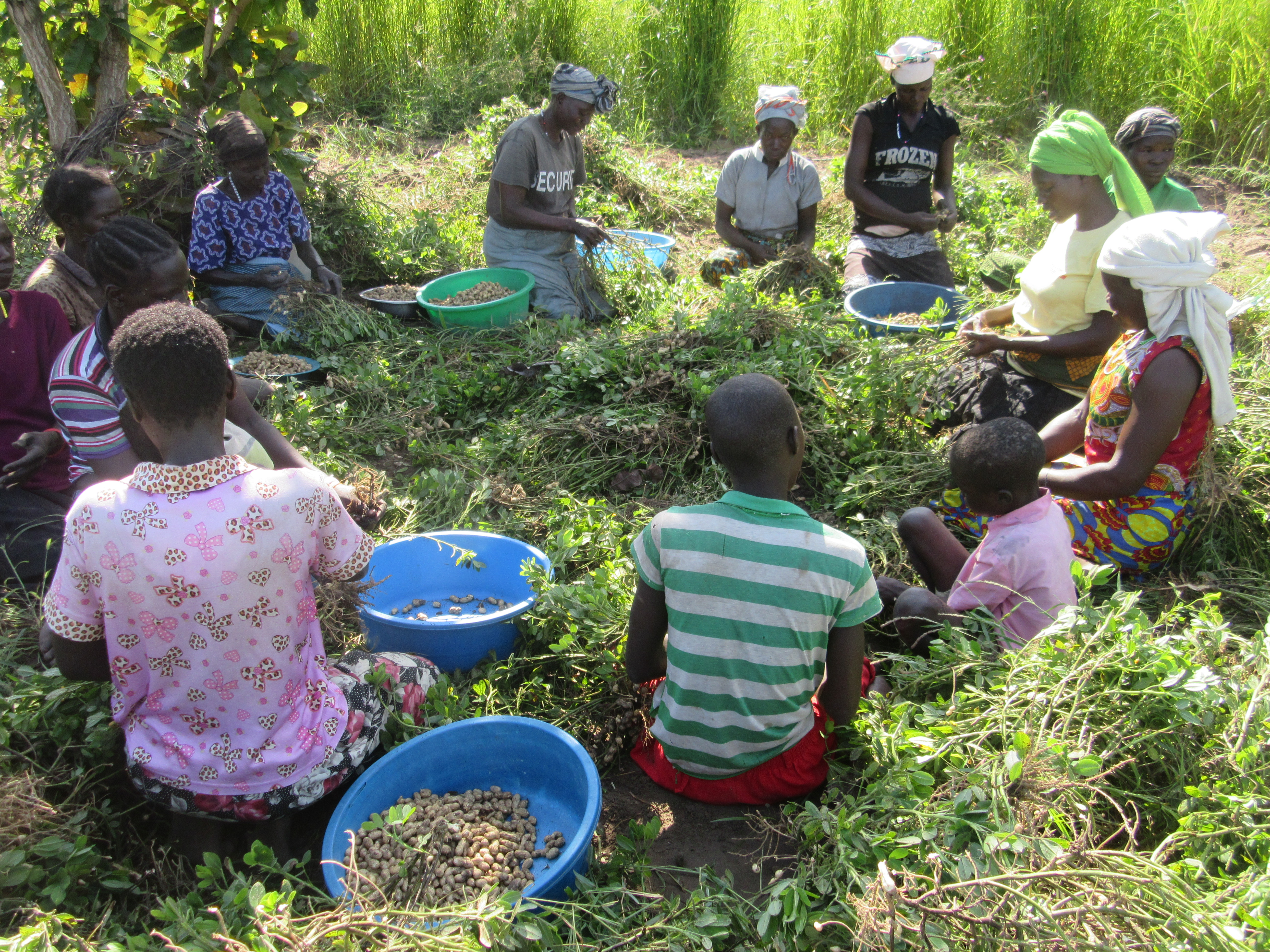
Femmes récoltant des arachides.

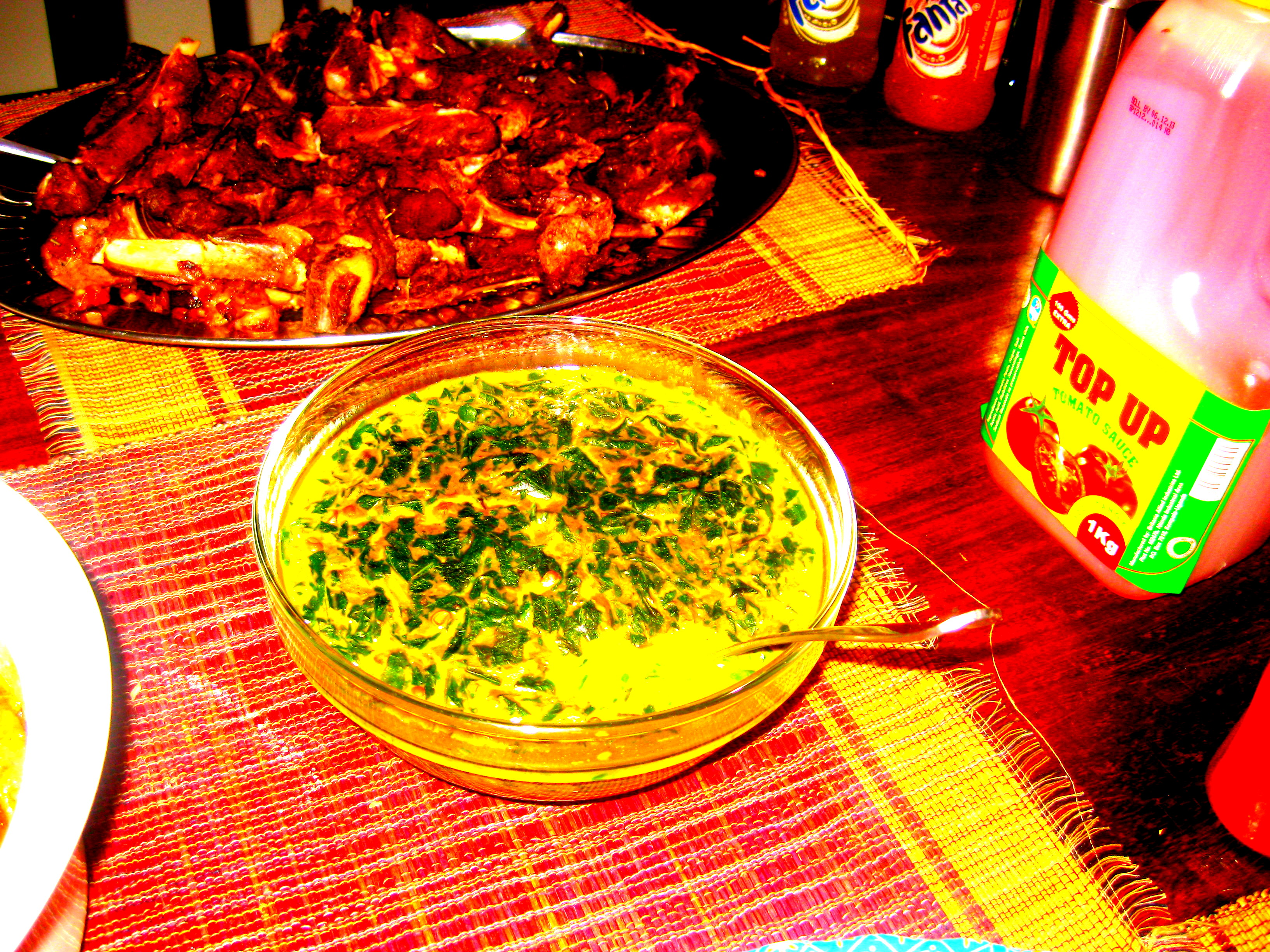
Losubi, un plat à base de haricots.

Selon les sources et le contexte, on observe différentes formes : Andreleba, Lakkara, Logbara, Logwari, Lugbaras, Lugori, Luguaret, Lugware, Lugwaret, Lugwari, Ma'di.

## Langues
Leur langue est le lugbara (ou lugbarati), une langue soudanique centrale. Le nombre total de locuteurs était estimé à 1 637 000 au début des années 2000, dont 797 000 en Ouganda (2004) et 840 000 en République démocratique du Congo (2001). L'anglais et le swahili sont également utilisés.